# Ensete superbum
Ensete superbum (Roxb.) Cheesman, 1948 è una specie di pianta appartenente alla famiglia delle Musaceae.

## Descrizione
La pianta si sviluppa in un modo simile alle altre specie di Ensete. Alla base ha un bulbo, da cui si sviluppa uno pseudofusto. Nella stagione secca la pianta muore fino al bulbo e ricresce nella stagione dei monsoni.

## Distribuzione e habitat
La specie, endemica dell'India, si trova nei Ghati occidentali e nei monti Aravalli, dove viene impiegata come pianta ornamentale.